# Calycorectes maximus
Calycorectes maximus är en myrtenväxtart som beskrevs av Mcvaugh. Calycorectes maximus ingår i släktet Calycorectes och familjen myrtenväxter. Inga underarter finns listade i Catalogue of Life.